# قزم جليدي
القزم الجليدي جرم كوكبي جليدي صغير أو كويكب أو شبه كوكب يدور خلف مدار نبتون.

## قائمة أكبر الأقزام الجليدية
أقزام جليدية قطرها أكبر من 2000 كيلومتر:
1. إريس (2400 كم)
2. بلوتو (2306 كم)

هناك أيضا القمر تريتون (2707 كم)